# Christine Klein (Politikerin)

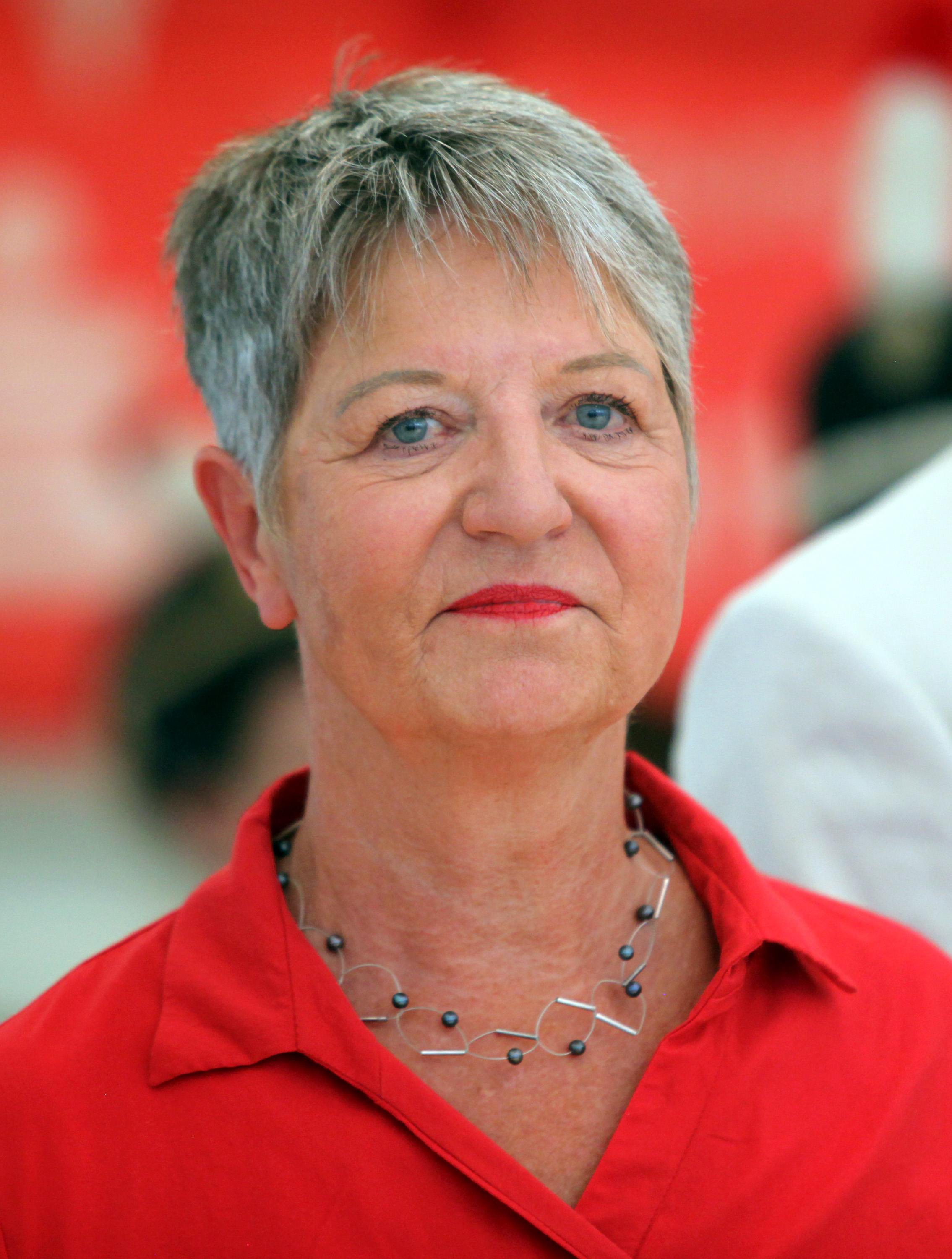
Christine Klein (2022)

Christine „Nina“ Klein (* 17. April 1955 in Jugenheim) ist eine deutsche SPD-Politikerin und seit dem 14. Dezember 2020 Bürgermeisterin der hessischen Stadt Bensheim an der Bergstraße.

## Karriere
Nach ihrem Abitur am Alten Kurfürstlichen Gymnasium Bensheim absolvierte Klein 1974 als eine der ersten Frauen bei der hessischen Polizei eine Ausbildung zur Kriminalbeamtin. Im Alter von 44 Jahren besuchte sie mit dem Dienstgrad Oberkommissarin die Hessische Hochschule für Polizei und Verwaltung, um sich anschließend auf qualifizierte Stellen bewerben zu können. Sie arbeitete in unterschiedlichen Bereichen der Kriminalpolizei, als Besondere Frauenbeauftragte der Polizei beim Regierungspräsidenten in Darmstadt und im Hessischen Sozialministerium in der Abteilung Frauenpolitik. Dort war sie für die Umsetzung des Gleichstellungsgesetzes in der Landesverwaltung zuständig. Danach war sie im Polizeipräsidium Südhessen als Pressesprecherin, Jugendkoordinatorin und Geschäftsführerin der Regionalen Geschäftsstelle „Netzwerk gegen Gewalt“ tätig. Sie beendete ihre Polizeilaufbahn 2017 mit dem Dienstgrad Kriminalhauptkommissarin.
2002 trat Klein in die SPD ein und war zwei Jahre lang stellvertretende Ortsvereinsvorsitzende. Bei der Kommunalwahl 2006 trat sie als Spitzenkandidatin auf der SPD-Liste an, vereinigte auf Anhieb die meisten Stimmen in Bensheim auf sich und wurde Fraktionsvorsitzende der SPD-Fraktion in der Stadtverordnetenversammlung der Stadt Bensheim. Bei der Bensheimer Bürgermeisterwahl 2008 trat sie gegen Amtsinhaber Thorsten Herrmann an und unterlag mit 39,5 % der Stimmen.
2009 wurde Klein mit dem Helene-Weber-Preis für ihr besonderes frauenpolitisches Engagement als ehrenamtliche Kommunalpolitikerin ausgezeichnet. Im Jahr 2010 erhielt Klein auf Vorschlag des damaligen Landrates Matthias Wilkes „für ihr vielfältiges soziales und politisches Engagement zum Wohle der Menschen“ das Bundesverdienstkreuz am Bande.
Im Mai 2011 verließ Klein die Bensheimer SPD-Fraktion und wurde im selben Jahr Mitglied der Stadtverordnetenfraktion der Grünen Liste Bensheim (GLB). Im Dezember 2012 verließ Klein die Stadtverordnetenversammlung, um als Gemeinschaftskandidatin von SPD und Grünen für das Bürgermeisteramt der Stadt Zwingenberg an der Bergstraße zu kandidieren. Sie unterlag bei dieser Wahl am 3. März 2013 jedoch gegen Amtsinhaber Holger Habich (FDP) und kam dabei auf 26,1 % der Stimmen.
Am 15. November 2020 gewann Klein als unabhängige Kandidatin die Stichwahl um das Bürgermeisteramt der Stadt Bensheim gegen den bisherigen Amtsinhaber Rolf Richter (CDU). Sie erzielte dabei 52,77 Prozent der Stimmen. Klein ist die erste Frau in der Geschichte der Stadt in diesem Amt. Zugleich gelang ihr als erste Bürgermeisterkandidatin, sich gegen einen amtierenden Bürgermeister in Bensheim aus den Reihen der CDU durchzusetzen.
Bei der Kommunalwahl 2021 wurde sie auf der Liste der SPD in den Kreistag des Landkreises Bergstraße gewählt.

## Persönliches
Klein lebt seit 1976 in Bensheim. Sie ist mit Lothar Klein verheiratet. Das Paar hat zwei Töchter und einen Sohn.
Seit Beginn ihrer Berufstätigkeit bei der Hessischen Polizei engagierte sich Klein für die Chancengleichheit von Frauen und Männern in dem männerdominierten Bereich der Polizei, im Sinne von gleiche Ausbildung – gleiche Arbeitsplätze – gleiche Aufstiegschancen, was es zu dem damaligen Zeitpunkt kaum gab. Denn in den 70er Jahren waren Frauen in der Kriminalpolizei mit allen Rechten und Pflichten noch eine Ausnahme, bei der Schutzpolizei hatten Frauen gar noch Berufsverbot. Schon damals war das ein harter Kampf in Sachen Chancengleichheit in der Polizei. Als Frauenbeauftragte setzte sich Klein als Sprecherin des „Arbeitskreises Frauenbeauftragte der Hessischen Polizei“ weit über ihren dienstlichen Bereich hinaus hessenweit für die Chancengleichheit in der Polizei ein.
Von 1999 bis 2006 engagierte sich Klein ehrenamtlich als Vorsitzende des Europäischen Netzwerkes von Polizeibeamtinnen in der Polizei (ENP-Deutschland e.V.)  deutschlandweit für die Chancengleichheit in den Polizeien der Länder und des Bundes. Sie vertrat, bedingt durch die föderalen Strukturen, in den 16 Bundesländern die Interessen der Polizistinnen. Auch im Vorstand der NGO European Network of Policewomen (ENP) mit Sitz in den Niederlanden war Klein europaweit ehrenamtlich tätig.
Von 2003 bis 2021 war Klein Vorsitzende des Vereins Frauenhaus Bergstraße e.V. Der Verein ist Träger des Frauenhauses Bergstraße und der Beratungs- und Interventionsstelle Bergstraße Häusliche Gewalt gegen Frauen.
2009 initiierte Klein gemeinsam mit weiteren Helene-Weber-Preisträgerinnen das Helene-Weber-Netzwerk und vertrat von 2014 bis zu ihrem Amtsantritt als Bürgermeisterin im Dezember 2020 das Netzwerk als bundesweite Sprecherin. Das Helene-Weber-Netzwerk ist der bundesweite Zusammenschluss von Kommunalpolitikerinnen, die für ihre Leistung mit dem Helene-Weber-Preis ausgezeichnet wurden. Wesentliches Kennzeichen des Netzwerks ist die überparteiliche und länderübergreifende Zusammenarbeit. Das Netzwerk fördert das Weiterkommen der Mitglieder und den Austausch von fachlichen Informationen.